# كينيث روسين
كينيث روسين (بالسويدية: Kenneth Rosén)‏ هو لاعب كرة قدم سويدي، ولد في 16 سبتمبر 1951 في سكيلفتيا في السويد، وتوفي في 27 ديسمبر 2004. لعب مع نادي أوربرو.